# Santiago Botero
Santiago Botero Echeverri  (Medellín, Colombia, 27 de octubre de 1972) es un exciclista colombiano, campeón mundial de contrarreloj.
Desde su infancia fue muy aficionado a las bicicletas, especialmente luego que su padre, Alberto Botero, le regalara una bicicleta todoterreno, con la cual practicaba y empezó a competir en carreras de ciclomontañismo en Medellín. Aunque no fue muy buen estudiante académico, se convirtió en uno de los ciclistas más importantes de Colombia.

## Biografía
Fue uno de los grandes exponentes del ciclismo de Colombia. Junto a Luis Herrera y Nairo Quintana, es el ciclista colombiano con más etapas ganadas en el Tour de Francia (3 en seis participaciones en 'La grande boucle). Su capacidad para imponerse en las pruebas contra el reloj, combinado con sus dotes para la montaña hacen de Botero un ciclista completo. Ha sido profesional desde 1996, tiempo durante el cual él ha corrido en tres ediciones del Tour de Francia y cuatro ediciones de la Vuelta a España.
Durante la mayor parte de su carrera, fue miembro del equipo Kelme, pero en 2003 se sumó al T-Mobile. Su buen rendimiento como parte del equipo Kelme resultó débil en el equipo Telekom, el equipo le culpó por falta de disciplina en formación, pero según él, fue debido a problemas de salud. En octubre de 2004 se incorporó al Phonak, junto con Miguel Ángel Martín Perdiguero del Saunier Duval y Víctor Hugo Peña y Floyd Landis del Discovery Channel-Berry Floor.

### Carrera profesional

#### Debut profesional
Juan Darío Uribe, un médico deportólogo que lo descubrió y enrumbó al ciclismo de ruta, cuenta, le hizo una prueba de esfuerzo igual a la de sus corredores (algunos de ellos eran Oscar de J. Vargas, Carlos Mario Jaramillo y Juan Diego Ramírez) en una bicicleta estática. Los resultados descrestaron.
Los profesionales llegaban a 600 vatios de potencia y quedaban a punto de desfallecer. Santiago parecía un robot a esa altura de la prueba y apenas jadeaba. "Me di cuenta de que tenía condiciones de superdotado. Ninguno de los miles de deportistas de Indeportes Antioquia que he estudiado ha presentado tal nivel de fuerza", dice el Dr. Uribe.
Le insistió en que debía formarse en Europa y no en Colombia, es cuando Santiago debuta como profesional, en 1996 en el equipo español Kelme.

#### Primeras victorias y positivo por testosterona
En 1999 estrenó su palmarés profesional con sendas victorias de etapa en la París-Niza y la Vuelta a Andalucía. Ese mismo año dio positivo por testosterona y estuvo suspendido seis meses al finalizar la temporada, aunque el médico del Kelme, Eufemiano Fuentes, alegó que su organismo lo producía de manera natural. La técnica IRMS que permite diferenciar la testosterona endógena (producida por el organismo) de la exógena (dopaje) no fue desarrollada e introducida en los controles antidopaje hasta siete años después, en 2006.

#### Años 2000
En 2000 fue uno de los grandes protagonistas del Tour de Francia, ganando una victoria de etapa y el maillot de la montaña.
En 2001 ganó dos etapas en la Vuelta a España, así como la Clásica de los Puertos y una medalla de bronce al ser tercero en el Campeonato del Mundo de contrarreloj.
En 2002 obtuvo el que puede ser considerado el mayor título de su carrera, al coronarse campeón mundial de la prueba contrarreloj, en Zolder (Bélgica), sobre el alemán Michale Rich y el español Igor González de Galdeano. Ese año también ganó dos etapas en el Tour de Francia: la novena, una contrarreloj individual en la que venció al favorito Lance Armstrong y la etapa 15, de montaña, con llegada a Les Deux Alpes.
En 2005 ganó la Vuelta a Suiza conocida como Tour de Romandie, convirtiéndose en el primer latinoamericano en coronarse campeón de la competencia de corta duración que atraviesa la mayor parte de la Suiza francesa y varios de sus pasos alpinos.

### Telecom - T-Mobile
Para las temporadas 2003 y 2004 Botero pasó al equipo alemán Telekom (rebautizado T-Mobile en 2004). No obstante, Botero, que durante su primera temporada lució el maillot arcoíris de campeón del mundo en las contrarrelojes, no logró ninguna victoria en sus dos temporadas en la formación germana. Durante su paso por el equipo coincidió con ciclistas como Jan Ullrich, Andreas Klöden, Erik Zabel y Alexander Vinokourov.

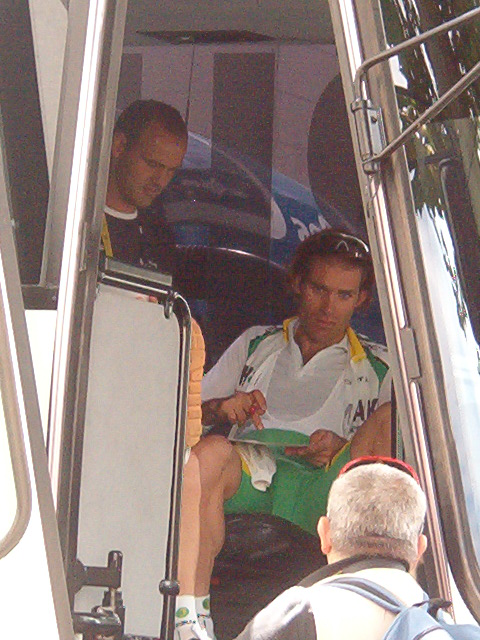
Santiago Botero

### Phonak
En septiembre de 2004, cuando la temporada ciclista había pasado, se anunció que Botero no continuaría en el T-Mobile y fichaba por el equipo suizo Phonak, donde se reencontraría con Álvaro Pino, su director en el Kelme. Sin embargo, los numerosos escándalos de dopaje del equipo (positivos por transfusión homóloga de Tyler Hamilton y Santi Pérez) en la recta final de la temporada hicieron que Pino fuese despedido del equipo el 3 de enero de 2005, siendo sustituido por Juan Fernández y logrando (tras haberse puesto en duda) la licencia pertinente para competir en el UCI ProTour, una liga con los mejores equipos y carreras que debutaba esa temporada.
En 2005, su primera temporada en el equipo helvético, Botero volvió a lograr victorias. Así, ganó una etapa en el Tour de Romandía, con 33 segundos de ventaja sobre Damiano Cunego. En junio, en la Dauphiné Libéré, ganó dos etapas (la contrarreloj en la que ganó a especialistas como Lance Armstrong y Levi Leipheimer y una etapa de montaña), siendo asimismo segundo en la general. Todos estos triunfos los logró dentro del circuito ProTour, en el que fue 19.º en la clasificación final con 95 puntos (el ganador fue Danilo Di Luca, con 229 puntos).

### Operación Puerto
En 2006, en el marco de la Operación Puerto, fue identificado por la Guardia Civil como cliente de la red de dopaje liderada por Eufemiano Fuentes (quien ya había sido su médico en el Kelme), bajo los nombres en clave número 3, Sansone, número 4 y Nicol. Entre las pruebas recabadas por el instituto armado se encontraban las siguientes:
- Una grabación de vídeo realizada el 4 de mayo de 2006, en la que Botero entraba al laboratorio del Dr. Merino Batres (C/ Zurbano n.º 92, entreplanta) en compañía de Fuentes y Labarta. Con esta misma fecha aparecían reseñadas dos bolsas de concentrados de hematíes congelados (incautadas en los registros del 23 de mayo de 2006 en uno de los pisos madrileños de Fuentes, concretamente en el sito en C/ Alonso Cano n.º 53) de la siguiente forma: 4 NO SIB 04/05/06, que se correspondería al nombre en clave de Botero y la fecha de su extracción (el día que fue grabado por los investigadores), posibilitando su identificación.[11]

- Una conversación telefónica intervenida el 17 de mayo de 2006 a las 19:39 horas entre Fuentes y Botero (durante el Giro de Italia que corría el colombiano). En el transcurso de la conversación, Fuentes (quien identifica a Botero como Sansón) dice al ciclista colombiano "cómo va a ir usted cuando empiezas a pintar esos paisajes tan bonitos que pinta este artista Botero cuando usa los rotuladores esos colombianos".[11]

- El Documento 127 asociado a Botero (con nombre en clave Sansone) en cuyo reverso figura la entrega de EPO en fecha 03/01/02; en fechas 07/01/02 y 13/01/02 habría recibido EPO, oxitosona, ARANESP y un producto sin identificar referenciado como AVR.[12]

- El Documento 128 asociado a Botero (con nombre en clave Sansone), en cuyo anverso se anota con fecha 27/12/02 una referencia al envío que debería efectuar el Dr. Merino Batres de distintos medicamentos que se identifica mediante símbolos. En el reverso del mismo documento se observan otras anotaciones relativas a las cuotas correspondientes a Merino que debería abonar el ciclista.[12]

- El Documento 1, que consta de tres columnas escritas en italiano en el que se refieren a fechas determinadas y a una serie de medicamentos identificados como ACTOVEGIN, albúmina e insulina y unas instrucciones anotadas al pie del documento también en italiano con una referencia a Botero y "a los azules".[12]

- Según la documentación intervenida sería, asimismo, uno de los corredores (el número 4) a los que el grupo de Fuentes trataría, además de con la programación de administración de medicamentos, con el programa de extracciones/transfusiones sanguíneas.[13]

- En los Documentos 32-34, era uno de los clientes (con nombre en clave BTR) que figuraba en una tabla en la que se especifican los pagos de varios clientes y una serie de apartados en los que se describen supuestamente productos, fechas y cantidades económicas.

- El Documento 63,  en el que se relacionan hasta nueve presuntos clientes identificando números con alias (incluido el 4-Nicolás atribuido a Botero), con dos columnas con anotaciones que se refieren a una serie de unidades definidas como 1, 2 o ?, que serían muestras de sangre o hematíes. La segunda columna recoge una serie de fechas asociada a cada uno de los presuntos deportistas, cotejándose las mismas con las muestras de plasma, sangre y hematíes intervenidas en los distintos apartamentos asociados a Fuentes durante los registros del 23 de mayo de 2006.[13]

A causa de su vinculación con la Operación Puerto, Botero fue apartado del equipo Phonak, en una decisión que el corredor calificó como «injusta», por lo cual no pudo participar en las carreras programadas para la temporada 2006.
El 2 de octubre la Federación Colombiana de Ciclismo archivó el caso porque no tiene nada de fondo, no presenta pruebas y sólo son suposiciones, según el presidente del organismo colombiano.
Botero, junto a otros ciclistas involucrados en la Operación Puerto, a pesar de no ser sancionado en su país, fue incluido en una lista negra por parte de la UCI que le impidió fichar con algún equipo europeo y limitó su participación a competencias en América.

### Regreso sin sanción

#### 2007: destacado en Suramérica
En 2007 corrió en el equipo Orbitel, con una participación que se limitaba a las carreras continentales del UCI America Tour por su veto en las principales carreras ciclistas de Europa. Ese año ganó la Vuelta a Colombia (más el prólogo y dos etapas) y se proclamó campeón de la prueba contrarreloj tanto en el Campeonato de Colombia como en los Juegos Panamericanos, siendo así uno de los ciclistas más destacados de la temporada en Sudamérica.

#### 2008: Participación olímpica
En 2008 volvió a competir en el exterior al aceptar la oferta de unirse al equipo estadounidense del Rock Racing y teniendo como objetivo retirarse luego de participar en los Juegos Olímpicos de Pekín. La UCI recomendó a la Federación Colombiana de Ciclismo que no incluyera a Botero en su delegación para dicha olimpíada por su relación con la Operación Puerto. Sin embargo, la Federación nacional no aceptó dicha recomendación y el ciclista participó en las Olimpiadas, siendo 7.º en la carrera en ruta y 25.º en contrarreloj. Además, ganó las carreras no oficiales de la Redlands Bicycle Classic y tanto la prueba en ruta como en contrarreloj de los Juegos Sudamericanos Medellín 2008.

#### 2009: Retorno a Colombia
La decisión de retirarse se vio aplazada y no renovó con el Rock Racing, iniciando contactos con equipos colombianos para el regreso como el Colombia es Pasión y el EPM-UNE para esa temporada. Finalmente se unió al programa Orgullo Paisa en un contrato de un año con opción a continuar otro año si todo iba bien.
Ese año se consagró campeón nacional contrarreloj, además de lograr una etapa de la Vuelta a Colombia.

#### 2010: retiro definitivo
Para 2010 siguió ligado al Orgullo Paisa, aunque ya con el objetivo de retirarse luego de la Vuelta a Colombia. Tuvo un buen inicio de temporada al culminar 5.º en el Tour de San Luis y luego ganó las medallas de oro en los Juegos Suramericanos de Medellín en las modalidades de contrarreloj y carrera en ruta.
Finalmente no pudo prepararse adecuadamente para la Vuelta a Colombia y desistió de correrla y de seguir con el ciclismo activo. A partir de ese momento pasó a ser el mánager de equipo.
En enero de 2013, tras más de dos años de su retiro, dentro de la indagación adelantado en contra de Eufemiano Fuentes a raíz de la Operación Puerto, este declaró que mientras hacía parte del equipo Phonak, Botero fue cliente dentro de un programa de dopaje que comprendía transfusiones homólogas y substancias como EPO, hormonas de crecimiento y anabolizantes. Al ser inquirido el excorredor admitió que Fuentes fue su médico por varios años, pero no admite abiertamente que hubiese recibido substancias dopantes:

El médico Fuentes tuvo muchos ciclistas a su cargo. Fue mi médico durante varios años y hacía mis planes de entrenamiento con Ignacio Labarta. La gente lo sabía desde hace años. No es nada nuevo. Fue una época que me tocó y no tengo más que decir.

## Palmarés
| 1997 - 1 etapa de la Vuelta Ciclista de Chile 1998 - 1 etapa del Gran Premio Internacional MR Cortez-Mitsubishi 1999 - 1 etapa de la Vuelta a Andalucía - 1 etapa de la París-Niza 2000 - 1 etapa del Tour de Francia, más clasificación de la montaña 2001 - 3.º en el Campeonato del Mundo Contrarreloj - Clásica de los Puertos - 2 etapas de la Vuelta a España 2002 - 1 etapa de la Dauphiné Libéré - Clásica de los Alpes - Campeonato del Mundo Contrarreloj - 2 etapas del Tour de Francia - 1 etapa de la Vuelta a España | 2005 - Tour de Romandía, más 1 etapa - 2 etapas de la Dauphiné Libéré 2007 - Clásica de Marinilla - Vuelta a Colombia, más 3 etapas - Juegos Panamericanos Contrarreloj - Campeonato de Colombia Contrarreloj 2008 - 1 etapa de la Vuelta a Colombia - Redlands Bicycle Classic 2009 (como amateur) - Campeonato de Colombia Contrarreloj - 1 etapa de la Vuelta a Colombia 2010 - Medalla de Oro en sprint de los Juegos Suramericanos - Medalla de Oro en contrarreloj de los Juegos Suramericanos |

## Resultados en Grandes Vueltas
|                      | 1996 | 1997 | 1998 | 1999 | 2000 | 2001 | 2002  | 2003 | 2004 | 2005 | 2006 | 2007 | 2008 |
| -------------------- | ---- | ---- | ---- | ---- | ---- | ---- | ----- | ---- | ---- | ---- | ---- | ---- | ---- |
| Giro de Italia       | -    | -    | 54°  | -    | -    | -    | -     | -    | -    | -    | -    | -    | -    |
| Tour de Francia      | -    | -    | -    | -    | 7°   | 8°   | 4°    | Ab.  | 75°  | 51°  | -    | -    | -    |
| Vuelta a España      | -    | 98°  | -    | -    | 72°  | 18°  | 66°   | -    | Ab.  | Ab.  | -    | -    | -    |
| Mundial en Ruta      | -    | -    | -    | -    | -    | 29.º | 128.º | -    | -    | -    | -    | -    | -    |
| Mundial Contrarreloj | -    | -    | -    | -    | -    | 3.º  | 1.º   | -    | -    | -    | -    | -    | -    |

-: no participa

Ab.: abandono

## Equipos
- Kelme (1996-2002)[2]
- Team Telekom/T-Mobile Team (2003-2004)
  - Team Telekom (2003)
  - T-Mobile Team (2004)
- Phonak Hearing Systems (2005-2006)
- Une-Orbitel (2007)
- Rock Racing (2008)

Como amateur
- Orgullo Paisa (2009)

## Vida periodística
Botero trabaja en Caracol Televisión como comentarista del Giro, el Tour y la Vuelta.

## Vida personal
Actualmente vive en Colombia y Madrid, con su esposa. Botero se unió al equipo nacional americano, Rock Racing, para la temporada 2008. En julio de 2010 anunció su retiro definitivo del ciclismo profesional.
Botero es Administrador de Negocios de la Universidad Eafit.
Botero es hincha del equipo Atlético Nacional.